# Bitva u Pelhřimova
Bitva u Pelhřimova či bitva u Hořepníku byla menším válečným střetem mezi císařskými oddíly generála Jindřicha Duvala Dampierra a jednotkami českých stavů spadající pod velení Jindřicha Matyáše Thurna během českého stavovského povstání na samém počátku třicetileté války, která se odehrála se 18. října 1618 v okolí města Pelhřimova, poblíž jednoho ze zdejších rybníků. Císařská armáda, vyčerpaná nedostatkem zásob a předchozí bitvě u Čáslavi, pak po dvou týdnech ustoupila dále na jih, čímž byl definitivně zmařen jejich záměr rychlého obsazení Prahy. 

## Pozadí

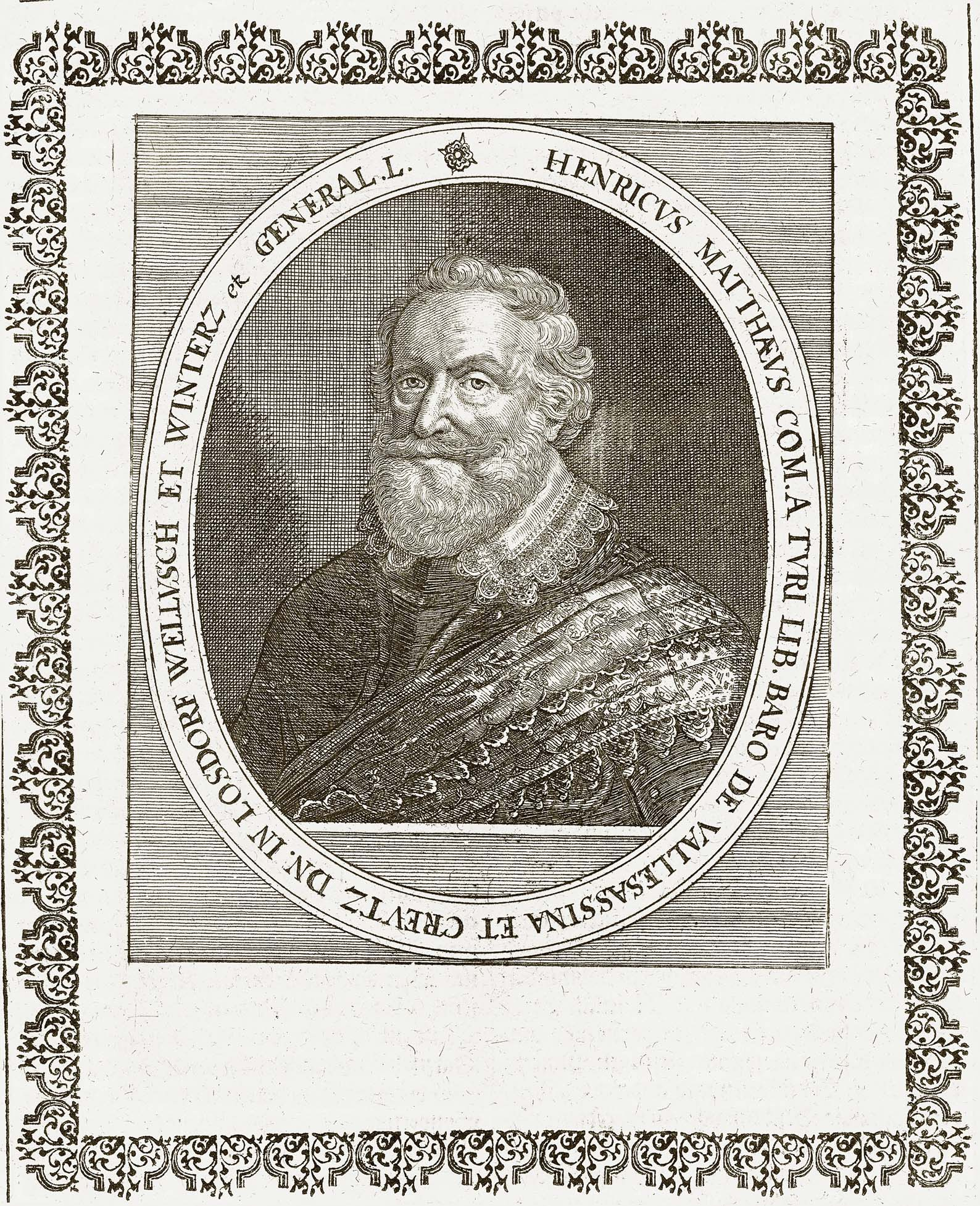
Jindřich Matyáš Thurn, vůdce českého stavovského vojska

Po přijetí Ferdinanda II. za českého krále se vyhrotily spory s českými stavy. Vše vyvrcholilo 23. května 1618, kdy došlo k třetí pražské defenestraci místodržících, čímž vypuklo české stavovské povstání. Stavové si zvolili vládu 30 direktorů a generálem armády se stal hrabě Jindřich Matyáš Thurn. Zahraniční vojenskou podporu poskytlo pouze Savojsko, které vyslalo dva tisíce žoldnéřů pod vedením Arnošta z Mansfeldu, a Slezsko.
Poté, co zprávy o vypuknutí povstání, král Matyáš začal svolávat armádu, která měla v Čechách zakročit, s primárním cílem obsazení Prahy. Španělští Habsburkové mu pak vyslali na pomoc vojsko vedené generálem Karlem Bonaventurou Buquoyem. Již začátkem srpna 1618 překročily vojenské sbory vedené hrabětem Jindřichem Duvalem Dampierrem českou hranici a provedly pak neúspěšné obléhání Jindřichova Hradce. Posléze vojsko obsadilo Pelhřimov a připravovalo se k tažení na Prahu. Mezitím Mansfeld plenil v Čechách katolické statky a dobyl Plzeň. 
6. září se Dampierrovy jednotky u Německého Brodu spojily s armádou generála Buqoye, který byl jmenován vrchním velitelem tažení (k Dampierrově nelibosti), a pokračoval s vojskem o síle asi 12 000 mužů v postupu směrem k hlavnímu městu království. Thurn po zprávách o Buqoyově postupu vytáhl se stavovským vojskem císařským vstříc, až se jeho muži dostali v polovině září do blízkosti jejich nepřítele jižně od středočeské Čáslavi, kde došlo ke třídennímu pozičnímu střetu. Po jeho taktické prohře bitvy (nedošlo k přímému střetu) se pak vyčerpané a úplavicí stižené císařské vojsko dalo na ústup zpět k obsazenému Pelhřimovu, kam dorazilo 23. září a vybudovalo východně od města u obcí Branišov a Vyskytná své opevněné ležení s obrannými valy.

## Průběh střetnutí
Zhruba desetitisícové stavovské Thurnovo vojsko císařskou armádu pronásledoválo a poté, co rozbila ležení v okolí Pelhřimova, obsadilo okolí zámku Hořepník několik kilometrů severně od města, aby mohlo blokovat případný Buqoyův postup směrem ku Praze. Díky opevnění města a vojenského ležení ale nebylo možné císařské přímo konfrontovat, zároveň bylo posilováno dalšími sbory vysílanými z Čech vedené hrabětem Františkem Hohenlohe.
Kritická situace se zásobováním potravinami donutila velení císařské armády k usktutečnění výlovu jednoho z okolních chovných rybníků. 18. října se část vojska čítající asi 1200 jezdců (12 setnin) pod Dampierrovým velením se k rybníku vypravila a vypustila jej, aby provedla výlov. Přítomnost císařských v otevřeném terénu využilo stavovské vojsko, které proti Dampierrově jízde vyslalo 16 setnin jízdy a 1500 mušketýrů. V nastalé bitvě záměr císařských získat ryby z rybníka české vojsko zmařilo a císařské jezdce zde porazilo. Ti se následně stáhli zpět za brány Pelhřimova či opevněného ležení. Patrně také utrpělo značné ztráty. 

## Hodnocení bitvy
Vítězství stavovského vojska u Pelhřimova bylo jedním z počátečních úspěchů vojenských kampaní českého stavovského povstání, které v jeho první části zabránili rychlému obsazení Prahy císařskými vojsky a potlačení vzpoury v Čechách. Během přítomnosti vojsk v Pelhřimově a okolí pak kraj značně hospodářsky utrpěl. 
Buqoyovo vojsko se pak po dvou týdnech od bitvy rozhodlo vyklidit své pozice a 3. listopadu Pelhřimov i vojenské ležení u Branišova opustilo se záměrem opětovně zaútočit na Jindřichův Hradec. Thurn následně k ležení vyslal přes 300 jezdců, kteří se zde utkali a zvítězili nad zadním vojem císařských sil, Pelhřimov byl pak obsazen stavovskými. Po přesunu obou armád jižně došlo pak 9. listopadu 1618 k prvnímu přímému polnímu střetu mezi Thurnem a Buquoyem v bitvě u Lomnice, ze kterého vyšel vítězně opět Thurn, Buquoy však zdaleka nebyl poražen definitivně. Stavovské vojsko se navíc potýkalo s nedostatkem peněz, zatímco členové direktoria se horlivě obohacovali ze zabaveného pokladu Rudolfa II. Stavové přesto uspěli jak u Lomnice, tak při obléhání Plzně, poraženi byli až v bitvě u Záblatí 10. června 1619. Dalším stavovským vojevůdcem se následně stal kníže Kristián I. z Anhaltu. 
V odpověď na probíhající povstání zahájily spojené císařsko-ligistické armády v září 1620 tažení do Čech, jehož výsledkem bylo potlačení rebelie po porážce v bitvě na Bílé hoře 8. listopadu 1620.
Srážku u Branišova připomíná zdejší turistický ukazatel, v okolí se pak nacházejí stále zřetelné pozůstatky po polním opevnění císařské armády.